# おもしろ荘の子どもたち
『おもしろ荘の子どもたち』（原題: Madicken på Junibacken）は、1980年のスウェーデンのファミリー映画で『おもしろ荘』シリーズの第2作にして最終作である。
アストリッド・リンドグレーンの児童文学作品『おもしろ荘の子どもたち』（『いたずらっ子マディケン』）の映画化作品のひとつであり、ちいさなマディケンとリサベットの姉妹の日常が描かれる。

## あらすじ
ちいさなマディケンとリサベットは、おもしろ荘に住む元気な姉妹。家で優しいパパと素敵なママ、お手伝いのアルバに囲まれて毎日楽しく暮らしている。隣に住むアッベと幽霊やお化けを見る透視力を試すために真夜中に小屋へ忍び込んだり、お母さんの誕生日に家族でピクニックに出かけて牛の群に追い掛けられたり、遠足のかわりに屋根に登ったり。ある日、マディケンはリサベットが止めるのも聞かず、屋根の上から大きな傘を広げて空を飛ぼうとするが…。

## キャスト
| 役名         | 俳優                     | 日本語版吹替 |
| ------------ | ------------------------ | ------------ |
| マディケン   | ヨンナ・リリエンダール   | 矢島晶子     |
| リサベット   | リブ・アルスタールンド   | 遠藤勝代     |
| パパ         | ビヨルン・グラナス       | 小林敏彦     |
| ママ         | モニカ・ノルドクエスト   | 横尾まり     |
| アルバ       | リズ・ニヘルム           | さとうあい   |
| ニルソン氏   | アラン・エドワール       |              |
| ニルソン夫人 | ビルギッタ・アンダーソン |              |
| 医師         | ビヨルン・グスタフソン   |              |

## スタッフ
- 監督 - ゴーラン・グラフマン
- 製作 - オーレ・ヘルボム、オーレ・ラデマー
- 原作 - アストリッド・リンドグレーン
- 脚本 - アストリッド・リンドグレーン
- 撮影 - ヨルゲン・ベルソン
- 音楽 - ベント・ヘルバーグ
- 提供 - アット・エンタテインメント

## 評価・影響
前年に映画『川のほとりのおもしろ荘』が公開されているが、本作が内容的には前作より前のエピソードとなる。これは、本作が1979年秋に放送された全6話のTVシリーズを基にしているためである。『川のほとりのおもしろ荘』の大ヒットを受けて、プロデューサーのオッレ・ノルデマールはTVシリーズの素材を長編映画に編集することを決めた。しかし、監督のグラフマンは編集作業にも参加しておらず、最終的な結果に満足していないと語っている。
この作品は、オッレ・ノルデマールが最後に手がけたアストリッド・リンドグレーンの作品である。

## テレビシリーズ
シリーズ1
| 話数  | 題名                                        |
| ----- | ------------------------------------------- |
| 1作目 | Madicken Sommardag på Junibacken            |
| 2作目 | Madicken Madicken flyger och far            |
| 3作目 | Madicken Fru Nilsson får tillbaka sin kropp |
| 4作目 | Madicken Spöket i brygghuset                |
| 5作目 | Madicken Junibackens jul                    |
| 6作目 | Madicken Lisabet pillar in en ärta i näsan  |